# San Miguel (San Simón Zahuatlán)
San Miguel es una comunidad en el municipio de San Simón Zahuatlán, en el estado de Oaxaca. San Miguel está a 1745 metros de altitud. 

## Geografía
Está ubicada a 17° 30' 37.44" latitud norte y 98° 0' 6.48" longitud oeste.

## Población
Según el censo de población de INEGI del 2010: la comunidad cuenta con una población total de 280 habitantes, de los cuales 145 son mujeres y 135 son hombres. Del total de la población 245 personas hablan alguna lengua indígena.

## Ocupación
El total de la población económicamente activa es de 1 habitantes, de los cuales 0 son hombres y 1 es mujer.